# کاتارینا نیلسن
کاتارینا نیلسن (انگلیسی: Catharina Neelissen؛ زادهٔ ۴ november ۱۹۶۱ (۶۳ سال)) ورزشکار روئینگ اهل پادشاهی هلند است.
وی در مسابقات کشوری و بین‌المللی در مجموع برندهٔ ۱ مدال برنز شده‌است.